# Bivona
Bivona település Olaszországban, Szicília régióban, Agrigento megyében. Lakosainak száma 3214 fő (2023. január 1.). Bivona Alessandria della Rocca, Calamonaci, Castronovo di Sicilia, Cianciana, Lucca Sicula, Palazzo Adriano, Ribera és Santo Stefano Quisquina községekkel határos.

## Népesség
A település népességének változása:
| Lakosok száma | 3665 | 3596 | 3214 |
|               | 2017 | 2018 | 2023 |